# Clase Krivak
La Clase Krivak es una serie de fragatas por la  Armada Soviética. La denominación soviética fue  Proyecto 1135 Burevestnik (Petrel de tormenta ).

## Descripción
Estos barcos fueron diseñados como sucesores de la Clase Riga. El diseño comenzó a finales de los 1950s madurando como un buque antisubmarino en los 1960s. Un total de 40 barcos fueron construidos, 32 barcos para la Armada Soviética y 8 barcos modificados para los Guardacostas KGB. Una de estas fragatas, la Bezzavetniy, colisionó con el crucero Clase Ticonderoga USS Yorktown en lo que se llamó el último incidente de la Guerra Fría.
El 12 de octubre de 2010, se anunció que el Yantar Shipyard en Kaliningrado había ganado un contrato para la construcción de tres nuevos buques de guerra para la Armada rusa. La construcción de fragatas para la Armada rusa se llevará a cabo en paralelo con la construcción de fragatas del mismo tipo para la Armada india.

## Desarrollo
La característica única de la nave —la caja de misiles, la pila y el mástil angulado— le hicieron ganar una serie de apodos entre los marineros de Estados Unidos de acuerdo a las clases de reconocimiento de perfil de identificación al que eran sometidos —"Hot dog pack, Smokestack, Guns in Back—Krivak."
Cuántos buques están en servicio activo en la actualidad es un dato incierto; de acuerdo con algunas fuentes Rusia tiene 4 unidades y Ucrania 1. La prensa rusa listó al menos 3 unidades operacionales en febrero de 2008, 1 con la Flota del Báltico y 2 con la Flota del Mar Negro.

## Versiones

### Krivak I
Proyecto 1135 Burevestnik designafo por la OTAN con el código "Krivak I". El proceso de diseño comenzó en 1956 como una fragata antisuperficie, sucesora de las fragatas Clase Riga. El rol cambió a fragata antisubmarina motorizada con turbina de gas y misiles SS-N-14. Los edificios principales de los astilleros están en Zhdanov, Leningrad,  Yantar, Kaliningrad y Kamysh Burun, Kerch. Un total de 17 buques fueron entregados a la armada soviética entre 1970 y 1981. En 2020 solo un navío continua en servicio en la Armada de Rusia.

### Krivak II
Proyecto 1135M Burevestnik M, fue una modificación del proyecto 1135 con un desplazamiento de 3000 toneladas. En lugar del AK-726, 
Este grupo de buques fueron equipados con un solo cañón AK-100 de 100 mm con un radar de control Lev, en vez de los AK-726 de 76 mm dobles del Krivak 1. También tenía un Sónar de profundidad variable (VDS) y el GAS fue reemplazado por un Titan-2T. . Todos estos buques fueron construidos en Kaliningrado. En total 11 navíos fueron puestos en servicio entre 1975 y 1981, restando en activo uno en 2020.

### Krivak III

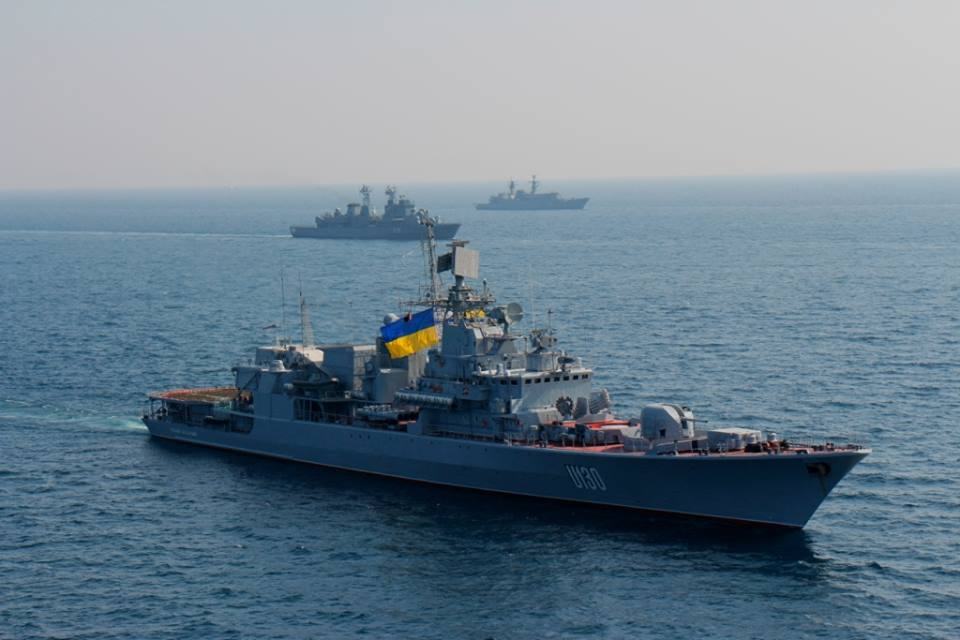
P130(U130) Het'man Sahaidachnyi

Designado Proyecto 1135.1 Nerei (Nereo), En lugar del complejo PLUR, se desplegó una UA AK-100 de 100 mm; en lugar de todo el complejo de popa del sistema de misiles SS-N-14, se desplegó una pista con un hangar de helicóptero y cañones AK-630 de 30 mm con el radar de control Vympel. Además, se colocaron un nuevo GAS Platinum-S y un GAS "Bronce" remolcado. 
Estos buques fueron construidos para ser operados únicamente por la  Guardia costera de la KGB. En total 9 buques de esta clase fueron entregados quedando hoy en día en servicio dos en la Guardia de Fronteras del FSB de Rusia y uno en la Armada de Ucrania

### Krivak IV
Nombre no oficial del Proyecto 1135.2: fue una modernización de varios buques Krivak I reemplazado el RBU-6000 por el sistema de defensa aérea de Uran, el radar Angara por Fregat-MA, GAS Titan-2 por GAS Titan-2T. La mejora incluyó el reemplazo de los morteros antisubmarinos RBU-6000 con misiles SS-N-25 y contramedidas electrónicas.
También pertenece a esta clase el proyecto 1135.3 (clase Krivak-I modificada), una modificación del proyecto 1135.2 con un desplazamiento de 3150 toneladas. El HAC fue reemplazado por Zvezda-MG.
Los buques Letuchiy, Pylkiy y Leningrad Komsomolets (renombrado Legkiy en 1992)", fueron completados con sus mejoras en 1991 como parte del proyecto 1135.1 y el buque Zharkiy como parte del proyecto 1135.3. Otros debían ser mejorados pero el programa se canceló por el colapso de la Unión Soviética.

### Krivak V
Rusia continuó el desarrollo de fragatas con el proyecto 11356:
- Clase Talwar: este es un derivado avanzado para la Marina India construidas de 1999 a 2003.
- Clase Almirante Grigorovich: proyecto 1156M, la más moderna fragata rusa derivada de la Clase Talwar.

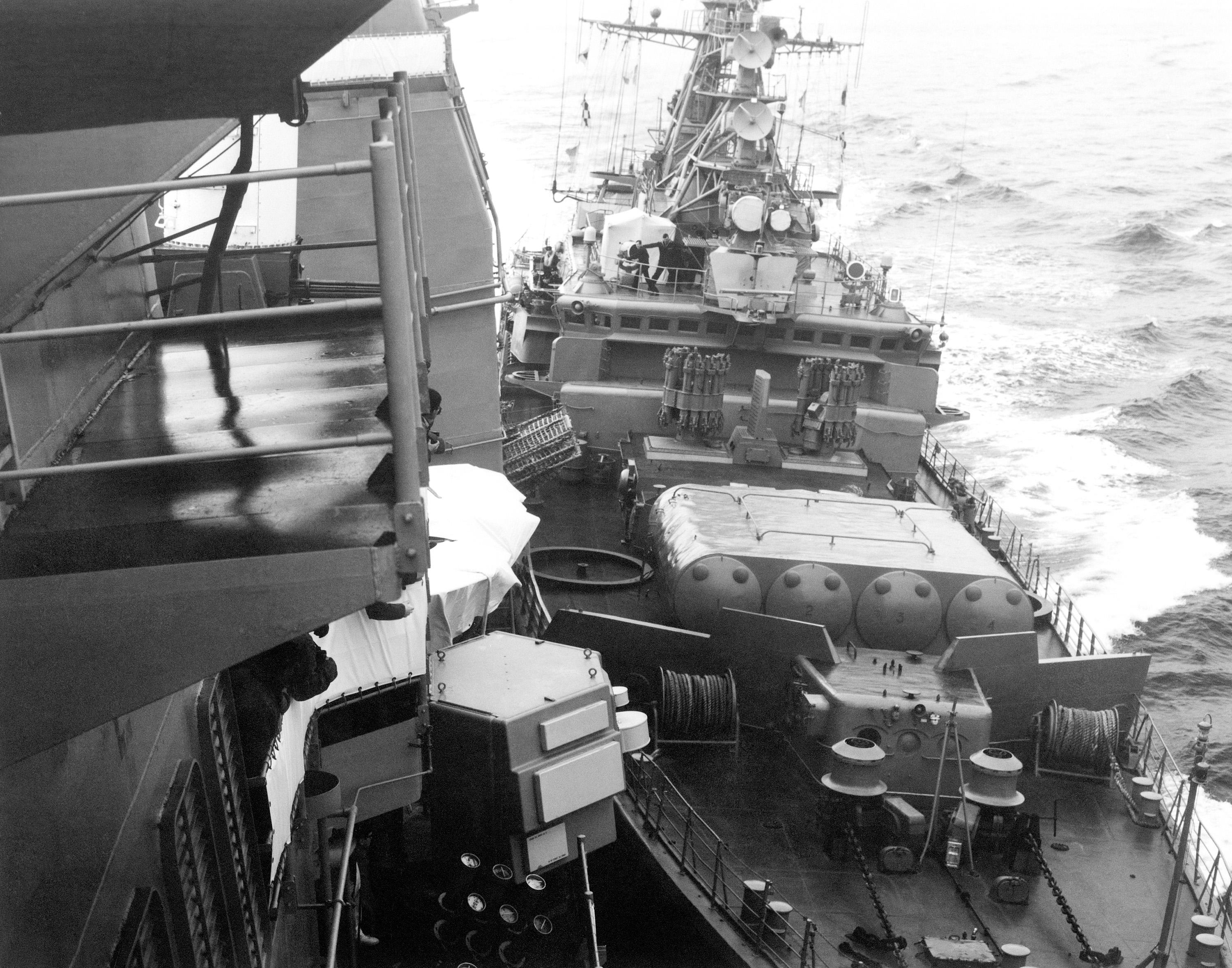
La fragata soviética clase Krivak I Bezzavetnyy (FFG 811) colisiona con el USS Yorktown (CG-48) en el incidente de 1988.

## Operadores
- Rusia: 2 unidades en total en servicio con la Flota del Mar Negro de la Armada de Rusia
(1 fragata proyecto 1135 Krikav I y 1 fragata proyecto 1135M Krikav II)

- Ucrania: 1 fragata proyecto 1135.1 Krikav III